# Clossiana selenis
Clossiana selenis är en fjärilsart som beskrevs av Eduard Friedrich Eversmann 1837. Clossiana selenis ingår i släktet Clossiana och familjen praktfjärilar. Inga underarter finns listade i Catalogue of Life.